# Železniško postajališče Narin
Železniško postajališče Narin je eno izmed železniških postajališč v Sloveniji, ki oskrbuje bližnje naselje Narin. Nahaja se na vzpetini nad vasjo.